# Piriac-sur-Mer
Piriac-sur-Mer (bretonisch Penc'herieg) ist eine französische Gemeinde mit 2.663 Einwohnern (Stand: 1. Januar 2022) im Département Loire-Atlantique in der Region Pays de la Loire. Piriac-sur-Mer gehört zum Arrondissement Saint-Nazaire und zum Kanton Guérande. Die Einwohner werden Piriacais(es) genannt.

## Geographie
Piriac-sur-Mer ist mit dem Kap Pointe du Castelli die westlichste Gemeinde des Départements Loire-Atlantique. Sie liegt an der Atlantikküste (Golf von Biskaya) auf der Halbinsel La Baule. Umgeben wird Piriac-sur-Mer von den Nachbargemeinden Mesquer im Nordosten sowie La Turballe im Südosten.

## Bevölkerungsentwicklung
| Jahr                       | 1962 | 1968 | 1975 | 1982 | 1990 | 1999 | 2006 | 2017 |
| Einwohner                  | 1127 | 1134 | 1110 | 1263 | 1442 | 1900 | 2254 | 2245 |
| Quellen: Cassini und INSEE |      |      |      |      |      |      |      |      |

## Sehenswürdigkeiten
- Kirche Saint-Pierre, erbaut 1766
- Zahlreiche Häuser aus dem 17. Jahrhundert im Ortszentrum
- Garten des Rathauses mit Megalithen (Pierre de Méniscoul)

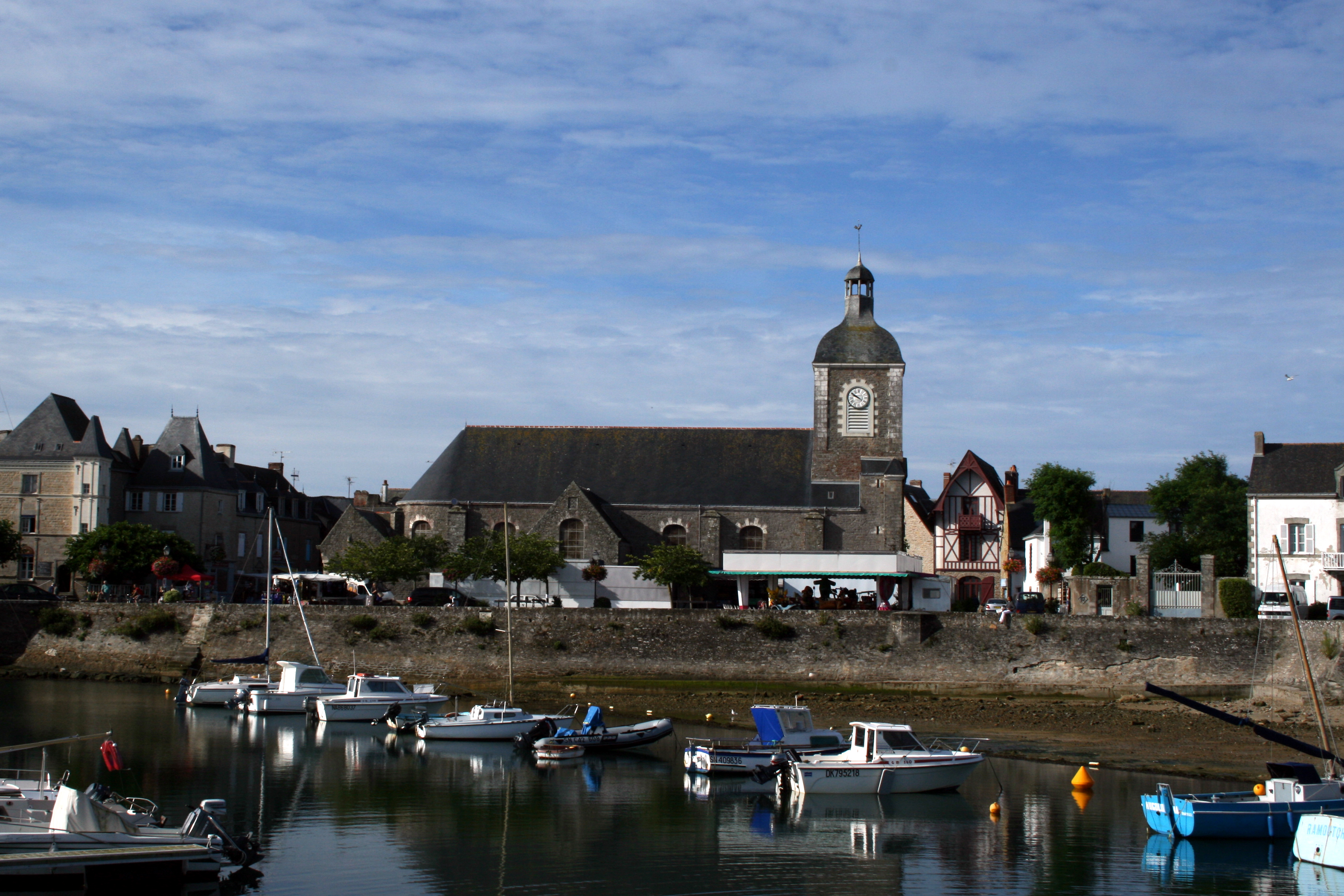
Kirche Saint-Pierre

- Yachthafen

## Persönlichkeiten
- Albert Goutal (1918–2009), Radrennfahrer